# Papyrus 2
Papyrus 2 (volgens de nummering van Gregory-Aland, of {\displaystyle {\mathfrak {P}}^{2}}, is een oude kopie van het Griekse en Koptische Nieuwe Testament.

## Beschrijving
Het is een handschrift op papyrus van Evangelie volgens Johannes (12,12-15) in het Grieks en Lucas (7,22-26,50) in het Koptisch, op grond van het schrifttype wordt het gedateerd in de vroege 6e eeuw.
Het lijkt een fragment te zijn van een lectionarium.
Het handschrift bevindt zich in het Museo Archeologico (Inv. Nr. 7134) in Florence.

## Tekst
De codex geeft de gemengde tekst weer. Kurt Aland plaatste de codex in Categorie III.